# Wenus z Buret´
Wenus z Buret´ – zespół pięciu kobiecych figurek typu paleolityczna Wenus z epoki górnego paleolitu, znaleziony na stanowisku archeologicznym Buret´ (w obwodzie irkuckim na Syberii w Rosji).
Figurki odkrył w trakcie wykopalisk we wsi Niżniaja Buret´ w latach 1936–1940 archeolog Aleksiej Okładnikow. Są to figurki przedstawiające kobiety; cztery z nich wykonano z ciosu mamuta, a piąta jest kamienna, przy czym publikacje różnie określają rodzaj skały, jako serpentynit lub steatyt. Warstwę kulturową, z której pochodzą zalicza się do późnopaleolitycznej kultury Malta-Buret´ i datuje się ją wg różnych źródeł na 15 lub 22 tys. lat.